# هدسور
هدسور (به انگلیسی: Hedsor) یک روستا و محله مدنی در بریتانیا است که در Wycombe واقع شده‌است. هدسور ۹۵ نفر جمعیت دارد.